# Самерлин Саут (Невада)
Самерлин Саут (енгл. Summerlin South) насељено је место без административног статуса у америчкој савезној држави Невада.

## Демографија
По попису из 2010. године број становника је 24.085, што је 20.35 (544,8%) становника више него 2000. године.
| Група             | 2000.         | 2010.          |
| Белци             | 2.788 (74,6%) | 16.986 (70,5%) |
| Афроамериканци    | 155 (4,1%)    | 1.071 (4,4%)   |
| Азијати           | 375 (10,0%)   | 3.089 (12,8%)  |
| Хиспаноамериканци | 293 (7,8%)    | 2.066 (8,6%)   |
| Укупно            | 3.735         | 24.085         |